# Carajás-ijzerertsmijn
De Carajás-ijzerertsmijn is de grootste ijzerertsmijn ter wereld. Hij ligt in de Noord-Braziliaanse deelstaat Pará. Het erts ligt aan het oppervlak en wordt door middel van dagbouw gewonnen. Naar schatting ligt er in totaal 7 miljard ton ijzererts en verder is er goud, mangaan, koper en nikkel aangetroffen.

## Geschiedenis
Het ijzererts werd bij toeval in de zestiger jaren ontdekt. Een helikopter kreeg brandstoftekort en moest een noodlanding maken. In het toestel zaten geologen van een Amerikaans staalbedrijf. Ze waren verbaasd over het gebrek aan begroeiing en besloten het terrein verder te verkennen. Zij stelden vast dat de kale berg hoofdzakelijk uit hoogwaardig ijzererts bestond.
De Amerikanen vroegen om een vergunning om het erts te mijnen, maar de regering was hiertoe niet bereid tenzij een Braziliaanse partner werd gevonden. Dit werd Amazonias Mineração (AMZA), waarin Vale een belang had van 51%. AMZA kreeg een belang van 51% en U.S. Steel de resterende 49%. In 1977 verkochten de Amerikanen hun aandeel voor US$ 55 miljoen aan Vale waarmee deze de enige eigenaar werd.

## Beschrijving
De Carajás mijn maakt deel uit van het grotere Carajás mijndistrict. Hier ligt, naar schatting, in totaal zo’n 18 miljard ton hematiet met een gemiddeld ijzergehalte van 65%. Bij de Carajasmijn is het ijzergehalte zelfs 66,7%.
Bij het eerste ontwerp van de mijn werd uitgegaan van een capaciteit van 35 miljoen ton erts op jaarbasis. In 1984 kwam de eerste van de drie dagbouwmijnen in productie en de capaciteit is sindsdien belangrijk verhoogd. Tussen 2010 en 2012 werd gemiddeld 105 miljoen ton per jaar gewonnen en tussen 2015 en 2017 lag het jaargemiddelde op 135 miljoen ton. Ongeveer een derde van de totale Vale ijzerertsproductie komt uit deze locatie. Naar verwachting zijn de mijnen rond 2030 uitgeput, tenzij nieuwe reserves worden aangetoond.
Voor de elektriciteitsvoorziening is de mijn afhankelijk van de Tucuruí waterkrachtcentrale.

## Estrada do Ferro Carajas
Het erts wordt per trein op meterspoor vervoerd naar de Ponta da Madeira terminal bij São Luís aan de kust van Maranhão. De Estrada do Ferro Carajas (EFC) spoorweg heeft een lengte van 997 kilometer en wordt bijna uitsluitend gebruikt voor het transport van ijzererts. In 2017 werd 130 miljoen ton erts vervoerd. Elk transport telt 330 goederenwagons met een lengte van 3,4 kilometer en een lading van ruim 40.000 ton. De totale vloot van EFC bestaat uit 303 locomotieven en 20.209 wagons.